# Крушевня (Великопольське воєводство)
Крушевня (пол. Kruszewnia, нім. Ludendorff) — село в Польщі, у гміні Сважендз Познанського повіту Великопольського воєводства.
Населення — 320 осіб (2011).
У 1975-1998 роках село належало до Познанського воєводства.

## Демографія
Демографічна структура станом на 31 березня 2011 року:
|          | Загалом | Допрацездатний вік | Працездатний вік | Постпрацездатний вік |
| -------- | ------- | ------------------ | ---------------- | -------------------- |
| Чоловіки | 174     | 37                 | 129              | 8                    |
| Жінки    | 146     | 33                 | 92               | 21                   |
| Разом    | 320     | 70                 | 221              | 29                   |